# 洋水县
洋水县，古县名。唐天宝元年（742年）改盈川县置，治所在今重庆市彭水苗族土家族自治县西南，属黔州。北宋嘉祐八年（1063年）降为寨。 